# Cerkev Velikega svetega Martina, Köln
Cerkev Velikega svetega Martina (nemško: Groß Sankt Martin) je romanska katoliška cerkev v Kölnu v Nemčiji. Zgrajena okoli 960 leta počiva na ostankih rimske kapele, ki je stala na takratnem otoku v Renu. Cerkev je bila kasneje preoblikovana v benediktinski samostan. Sedanja zgradba, vključno z dvigajočim stolpom na križanjem ladij, je prepoznaven znak starega mestnega jedra Kölna, in je nastajal med 1150-1250. Arhitektura njenega vzhodnega konca tvori v tlorisu tetraconch ali triperesno deteljico, ki jo sestavljajo tri apside okoli križanja ladij, podobno tistemu v cerkvi sv. Marije na Kapitolu. Cerkev je bila hudo poškodovana v drugi svetovni vojni, restavratorska dela so bila končana leta 1985.
Od leta 2009 se Veliki sv. Martin uporablja kot podružnica Meniške bratovščine Jeruzalema in je znova odprta za obiske.

## Zgodovina
Zgodba Velikega sv. Martina je neločljivo povezana s položajem benediktinskega samostana, ki se je nahajal v cerkvi večino svoje zgodovine. Nekaj dokumentov iz časa zgradbe je ohranjenih, in iz njih izhaja tudi poznavanje ustanovitve. Te podatke potrjujejo tudi arheološke najdbe na licu mesta in proučevanje sloga zgradbe in njenega okrasja.

### Apokrifna zgodovina
Besedilo Aedidius Gelenius, katalog lokalnih svetnikov, v izdaji 1645 omenja možne vire za cerkev v predkarolinških časih. Misijonarja Viro in Plechelmus, ki sta bila kasneje včlanjena v Kaiserswerthu samostan, sta rekla, da sta prišla v Porenje ustanavljat samostane in cerkve. Rekla sta, da ju sponzorirata Pipin Herstalski in Plektruda, kar umešča njuno delo v leta 752-768. Možno je, da sta ta dva ustanovila cerkev, ki je kasneje postala Veliki sv. Martin.
Teorije cerkvenih predkarolinških začetkov so podprte s Chronicon Sancti Martini Coloniensis, ki je vse do konca 19. stoletja štel za veljaven zgodovinski vir za cerkve in opatije v Kölnu. Glede na to, je bil Veliki sv. Martin ustanovljen kot kapela leta 690 in se je preoblikoval v samostan pod Virom, Plechelmusom in Otgerjem v 708. Chronicon zagotavlja neprekinjeno zgodovino opatije in dogodke, ki so vodili do delnega uničenja od Sasov v 778, medtem ko je se Karel Veliki boril v Španiji. Drugi dogodki v tej zgodovini so papeški obisk Lea III. in škodo, ki so jo povzročili Normani v 846 in 882. 
Pisanje iz leta 1900, Otta Oppermana, učenjaka v Nemčiji, se je izkazalo, da je ta kronika lažna zgodovina, ki jo je zamešal Oliver Legipont, benediktinski menih, ki je prebival v Velikem sv. Martinu leta 1730.  Druge teorije, vključno s tisto, ki nakazuje, da je bila cerkev zgrajena v frankovskih časih (med 5. do 9. stoletjem), so prav tako podprte z dokazi in verjetno apokrifne (apokrifen=nepristen, ponarejen).

### Ustanovitev in gradnja samostana v 10. in 11. stoletju
Lorsch Codex (pomemben zgodovinski dokument, ustvarjen med približno 1175 do 1195 v samostanu sv. Nazarija v Lorschu v Nemčiji), ki zagotavlja bolj zanesljive vire informacij, omenja ustanovitev cerkve od Bruna Velikega (953-965) kot moško korno hišo v čast Martinu iz Toursa. Bruno navaja cerkev tudi v svojih evidencah in omenja darovanje relikvije sv. Eliphiusa, ki je bil drugi imenovan patron cerkve. Te relikvije so pozneje prenesli v Toul. 
Kasnejša kronika Johanna Koelhoffa mlajšega iz 1499 omenja, da je nadškof Warin Kölnski (976-985), obnovil cerkev in namestil Minnborinusa Kölnskega kot odgovornega. Ebergar (985-999) je zapisal, da so z donacijami v 989, cerkev spremenili v samostan benediktinski menihi iz Irske. Med njimi so bili Kilian Kölnski (umrl 1003), Helias Kölnski (umrl 1040), Aaron Scotus (umrl 1052) in Molanus (umrl 1061).
V 11. stoletju so bili ti irski prebivalci postopoma nadomeščeni z lokalnimi menihi. To je posledica dejstva, da je bil nadškof Pilgrim Kölnski nenaklonjen, da bi svojo prisotnost uporabljali za njihovo odstranitev. Zadnji irski opat Arnold je umrl leta 1103. 
Vita Annonis poroča, da je dobil nadškof Anno II. (1056-1075) vizijo od sv. Eliphiusa zs dva stolpa v cerkvi in da je bila ta vizija navdih za kasnejšo postavitev stolpov ob vzhodni kor.

### Romanska rekonstrukcija v 12. in 13. stoletju
Leta 1150 je požar uničil velik del Kölna. Opatija na mestu Velikega sv. Martina je bila ujeta v požar in čeprav škoda ni znana, se sklepa, da je bila celotna cerkev uničena. Nadškof Filip I. von Heinsberg je posvetil novo stavbo leta 1172. Prva faza gradnje je obsegala triapsidalno strukturo, s tremi okroglimi apsidami, ki so oblikovale križ. Ta del cerkve je še danes prisoten. Vzhodni konec ladje je bil zaključen pred naslednjim požarom v 1185, pa tudi južna stranska ladja. Na severni apsidi sta bili kasneje dodani benediktinski kapeli, zgrajeni v ruševinah prejšnje samostanske zgradbe.
Več informacij v zvezi z gradnjo prihaja iz časa opata Simona (1206-1211). Opatov brat je zapustil v svoji zadnji volji denar za nakup novega kamna za opatijo, kar kaže na nadaljevanje nekaterih gradenj. 
V sredini 13. stoletja so bile zaključene nove stene za tri apside, z večjimi okni. Ladjo so tudi podaljšali za pet metrov in na zahodu zgradili atrij.

### Razvoj od 14. do 17. stoletja
Po dokončanju cerkve v 13. stoletju, so se začele neke spremembe pri obliki cerkve. Najbolj pomembne v tem obdobju so bile razne prenove, potrebne za štiri stolpe.
Leta 1378 je požar uničil streho s štirimi stolpi, ki so bile popravljene s pomočjo prihranjenih finančnih sredstev. Močna nevihta leta 1434 je povzročila resnejše težave. Trije od štirih zatrepov stolpov so padli na tla. Eden v bližino ribjega trga, druga dva neposredno na obok nad glavnim oltarjem. Obok je bil kasneje popravljen in obešen spominski zvon datiran z letom 1436.
Reforme pod opatoma Jakobom von Wachendorpom (1439-1454) in Adamom Meyerjem (1454-1499) so dale boljše finančne temelje za benediktinski samostan. Izvedena je bila notranja dekoracija cerkve, vključno s figurami na oltarju, nameščene leta 1509, ki so danes še vedno prisotne.
Negotova gradnja zahodnega stolpa je povzročila njegovo uničenje in bližnje kapelice leta 1527. Kapela bo kasneje porušena, prav tako pa ni bil obnovljen stolp. Tudi v tem obdobju, je bila notranjost okrašena s srednjeveškimi oltarji, ki jih bodo kasneje zamenjali z novejšimi iz 17. stoletja.

### 18. stoletje - barok in klasicistični vplivi
Leta 1707 so bile razpadajoče notranje stene cerkve popravljene in prenovljene in ostale zveste prejšnjemu oblikovanju. Heinrich Obladen, nato opat Velikega sv. Martina, je kupil tudi nove, večji orgle. Nova oprema v baročnem slogu, vključno z zlatimi trakovi za stebre, kupola in stene, so bili dodani v notranjosti. 
V drugi polovici 18. stoletja so bile izvedene številne majhne spremembe na notranji opremi in okolju. Opat Franz Spix (1741-1759) je dvignil površino oltarja in ga položil bolj nazaj v apsido. Njegov cilj je bil polepšati videz za mašo. Zato je bila stara grobnica porušena in stebri sedaj niso štrleli na svojimi bazami.
Približno štirideset let kasneje, ob koncu 18. stoletja, je Ferdinand Franz Wallraf cerkev okrasil z novo opremo, ki je ustrezala slogu stoletja. Pod vplivom klasicizma sta nastala oltar in prižnica. Glavni oltar je ohranil svoje razkošje, čeprav z enostavnejšimi grško-rimskimi vplivi.
Te spremembe so bile sporne za gibanje katoliške obnove v 19. stoletju, in so menili da je treba te dele okrasja odstraniti, tudi zaradi poganskih tem. 
V poznem 18. stoletju, je bil pomanjkljiv severozahodni stolp porušen. Zato slike posnete pred sredino 19. stoletja kažejo, da je imela cerkev samo dva stolpa na vzhodni strani.

### Sekularizacija in obnova v 19. stoletju
V francoskem revolucionarnem obdobju od 1780 – 90-ih, je več ozemelj v bližini Francije, vključno Köln, zasedla revolucionarna vojska. Oktobra 1794 so mesto Köln zasedli za naslednjih 20 let. To je pomenilo dokončen konec s srednjeveško tradicijo mesta in začelo se je močno proti klerikalno gibanje. Nadškofija v Kölnu je bila leta 1801 ukinjena in stolnica preimenovana v običajno župnijsko cerkev.
Samostan v Velikem sv. Martinu je bil razpuščen leta 1802, preostalih 21 menihov je moralo poiskati druge lokacije za življenje. Le 11 jih je našlo položaj duhovnika v Kölnu. V naslednjih letih je opat Felix Ohoven vodil cerkev kot župnik. Od leta 1808 je zapuščena samostanska zgradba delovala kot bivališče za francoske veterane. Kasneje so jo porušili in gradbeni material uporabili v drugih delih mesta.
Leta 1843 je mesto Köln namenilo denar za restavriranje in obnovo cerkve. Zakristija je bila obnovljena v severni apsidi, po prvotnih načrtih. Štiri leta kasneje se je začela gradnja dveh manjkajočih stolpov na pobudo Heinricha Nagelschmidta, ki je ustvaril tudi načrt za popolno obnovo cerkve. Mesto Köln je pokrilo polovico stroškov vrnitve v prejšnje stanje, to je okoli 32.000 talerjev. Leta 1875 je Veliki sv. Martin dobil novo streho, na novo zgrajene zahodne zatrepe, novo okno v južni steni in na koncu, dokončanje dveh manjkajočih stolpov. 
Obnovljena je bila tudi notranjost cerkve. Avgustu Essenweinu, direktorju germanskega muzeja v Nürnbergu, je bila zaupana ta naloga, ki je zahtevala, da se vrne dekorativne elemente avtentičnih srednjeveških načrtov. Essenwein je vedel, da ne bi dosegli vsega načrtovanega zaradi omejitve virov in časa, zato je pripravil idejne načrte za vsak del cerkve. Po teh načrtih je bila notranjost cerkve okrašena z različnimi temami iz Nove in Stare zaveze.
Edine preostale večje spremembe v 19. stoletju so bile leta 1892, ko je bila prenovljena vzhodna stran, da bi bolje pokazati deteljičasto zasnovo kora. Nova streha je bila zamenjana dve leti kasneje.

### Uničenje v drugi svetovni vojni
Veliki sv. Martin je bil hudo poškodovan v zračnem bombardiranju med drugo svetovno vojno. V noči 30. maja 1942 so stolp in ladja cerkve zgoreli do tal. Zakristija in severna apsida je bila tudi uničena. Naslednje leto, v enem od najtežjih bombnih napadov, je bila unišena še benediktinska kapela na severni strani. 
Z bombardiranjem januarja 1945 so podrli pritlikave galerije vseh treh apsid. V tem času so bili temelji štirih stolpov udarjeni tudi z neposrednim zadetkom. V zadnjem zavezniškem bombardiranju 2. marca 1945, je mesto dobila najtežje poškodbe. Skoraj petindevetdeset odstotkov zgradb v starem mestu je bilo poškodovanih in vsi stropi v cerkvi so bili bodisi preluknjani ali porušeni. 

### Kasnejše gradnje in obnove
V povojnih letih se je zastavljalo vprašanje ali bi bilo treba cerkev obnoviti in kako. Ali se cerkev pusti kot uničen spomin na vojno? Ali jo je treba v celoti obnoviti? In če, katero obdobje v zgodovini predstavlja "originalno" cerkev? 
Serija javnih predavanj je potekale leta 1946/47 na temo Kaj naj se zgodi s kölnskimi cerkvami?. Ta predavanja so zbrala umetnike, politike, arhitekte in restavratorje in se zrcalila v javni razpravi o tem vprašanju. Kljub določeni skepsi javnosti, so se restavratorska dela začela leta 1948. Do leta 1954 so bile stene in podpore za apsido cerkve, s pritlikavimi galerijami, v celoti obnovljene. Leta 1955 se je začela ladja, ki je bila končana z novo streho leta 1971. Leta 1965 je bila obnovljena zunanja oblika cerkve s svojimi štirimi stolpi.
Med letoma 1982 in 1984 so bila položena nova tla po načrtih Essenweina iz 19. stoletja. Ko je bila leta 1985 zaključena notranjost, je bila cerkev po štiridesetih letih odprta za vernike. Oltar je posvetil nadškof Joseph Höffner, ki je namestil svete relikvije Brigite Švedske, Sebastjana in Engelberta Kölnskega v njihov grob.
Od leta 2009 je Veliki sv. Martin podružnica meniške bratovščine Jeruzalema in je znova odprt za obiske.

## Arheološka raziskovanja
Cerkev Velikega sv. Martina se nahaja na lokaciji enega od prvotnih Renskih otokov, ki leži vzhodno od starega rimskega praetoriuma (sodna hiša). Otoku ne obstaja več. Ko je bilo območje v letih 1965-66 pod cerkvijo izkopana, je preiskava pokazala, da je prejšnja zgradba izvirala iz prvega stoletja in je bila dolga 76 metrov in široka 71,5 metra. Notranji prostor je bil velik 55,7 krat 43,8 metra in je imel skrivnostno plitvo območje, ki se je uporabljalo za shranjevanje vode, in je merilo 34 x 17,2 metrov. Nobene podobne strukture iz tega obdobja še niso našli severno od Alp. Ker ni bilo druge informacije o uporabi zgradbe lahko le domnevajo, da je služil kot bazen. Morda se je zgradba uporabljala za rekreacijo in da je bilo območje shranjevanja vode bazen. Možno je tudi, da se je bazen uporabljal za shranjevanje živih rib. Nadaljnji teorija pravi, da je bil na tem mestu rimski tempelj. 
Nekje sredi drugega stoletja je bil bazen zasut, zgrajeni pa so bili spremljajoči objekti na jug, vzhod in zahod. Lega teh objektov, neposredno na bregovih Rena, kot tudi njihova sestava, kaže uporabo kot skladiščenje za tržno blago, odpremljeno ob reki.
Skladišče na mestu cerkve je bilo uporabljeno po antiki. Arheološka izkopavanja so pokazala, na tri različna obdobja, na novo zgrajena vedno na vrhu starejšega materiala. Ni jasno ali je katera od teh obnov izhajala iz rimskih in kasnejših srednjeveških obdobij. Vendar pa so v eni plasti tal odkrili črepinje Pingsdorferske keramike, kar kaže, da je na karolinško renesanso. 
Poleg tega je presek srednje osi cerkve iz leta 1965, ponudil zanimiva odkritja. Na globini približno dva metra pod tlemi cerkve so našli različne srednjeveške in sodobnejše pokope. 